# ファントム・ファイアー
『ファントム・ファイアー』（Fire Serpent）は、2007年のアメリカ合衆国のテレビ映画。
アメリカ合衆国ではSyfyチャンネルで放送された。

## あらすじ
太陽フレアから怪物が生まれ、地球を火の海にすべく、地球にある小さな村に舞い降りた。怪物は燃料を求め、軍基地にある燃料庫へと向かっていった。

## キャスト
| 役名     | 俳優                     | 日本語吹替 |
| -------- | ------------------------ | ---------- |
| クック   | ロバート・ベルトラン     | 廣田行生   |
| 州警察官 | マルコ・ビアンコ         |            |
| デイヴ   | スティーヴ・ボイル       |            |
| ジェイク | ニコラス・ブレンドン     | 檀臣幸     |
| ビリー   | パトリス・グッドマン     |            |
| ヘザー   | リサ・ラングロワ         |            |
| ダッチ   | ランドルフ・マントゥース | 有本欽隆   |
| ドナ     | ミシェル・モーガン       |            |
| クリス   | サンドリーヌ・ホルト     | 平栗あつみ |

- その他の日本語吹き替え：赤城進／黒澤剛史／金野恵子／丸山壮史／中島佳代子／武虎／冠野智美／大窪晶